# جوزيف كي. إيدجيرتون
جوزيف كي. إيدجيرتون هو محامي وسياسي أمريكي، ولد في 16 فبراير 1818 في فيرغينيس في الولايات المتحدة، وتوفي في 25 أغسطس 1893 في بوسطن في الولايات المتحدة. نشط حزبياً في الحزب الديمقراطي. وقد انتخب عضو مجلس النواب الأمريكي ‏.